# Lissage japonais
En coiffure, le lissage japonais désigne un procédé permettant de défriser les cheveux de manière durable, en en modifiant la structure originelle, sans toucher le cuir chevelu. Il est adapté à toutes les natures de cheveux (crépus, ondulés ou frisés) et requiert l'utilisation de produits spécifiques.

## Procédé
Le lissage  japonais, également appelé Yuko System, se déroule en 3 étapes : remodelage de l’aspect du cheveu, mise en  condition thermique à la plaque céramique ionisante et fixation définitive, introduction de protéines. Il a pour but de raidir les cheveux pour une durée d'environ 6 mois.

### Première étape
Elle consiste à appliquer un produit qui ramollit les ponts de cystéine (également appelés liaisons kératiniques). On dit alors que la structure du cheveu devient malléable. La durée de cette première étape varie en fonction  de la nature des cheveux traités.

### Deuxième étape
Elle consiste à raidir les cheveux avec un fer chauffant en céramique (température portée à 160 degrés c ). Le cheveu prend une forme raide, conditionnée par la chaleur  (mémoire thermique). Les écailles qui forment la structure du cheveu se "referment" à cette étape. Cette étape est la plus longue du défrisage Lissage Japonais. En effet, elle requiert minutie, pour que tous les cheveux soient parfaitement raidis.

### Troisième étape
Elle consiste à appliquer un produit "neutraliseur" sur les cheveux, qui les fixe de manière durable (entre 6 et 8 mois)  dans leur nouvelle forme souple et raide.

### Entretien
Le lissage japonais nécessite des soins pour l'entretien des cheveux et l'utilisation de shampoings spécifiques, dont la composition INCI doit indiquer l'absence d'hydroxyde de sodium.

## Réalisation
Le lissage japonais est un procédé pointu, réalisé à l’aide de produits très spécifiques. Il peut être réalisé par un professionnel de la coiffure ou par soi-même.